# Виторино Андреоли
Виторино Андреоли је италијански психијатар и есејиста рођен у Верони 19. априла 1940.

## Биографија
Рођен у Верони 19. априла 1940. године, дипломирао је медицину и хирургију на Универзитету у Падови са тезом из опште патологије под руководством професора Масима Алоисија. Експериментална истраживања настављају се на Институту за фармакологију Универзитета у Милану, фокусирајући се у потпуности на мозак, а посебно на повезаност неуробиологије са понашањем животиња и људи. После дипломирања радио је у Енглеској на Универзитету у Кембриџу, затим у Сједињеним Државама, прво на Медицинском факултету Корнел у Њујорку, а потом на Харвард универзитету код професора Сејмура Кетија, директора Психијатријске лабораторије и столица биолошке психијатрије. У овом периоду био је асистент на Институту за фармакологију Универзитета у Милану, где се преусмерио на неуропсихопармаколошка истраживања.
Човјеково понашање и лудило брзо постају окосница његових интереса, означавајући прекретницу у његовој посвећености неурологији, а потом и психијатрији, чији су дисциплини постали специјалисти. На Универзитету Харвард сарађује са професором С.С.Кетиом, психијатријским приступом који изгледа омогућава интеграцију експерименталних и клиничких биолошких интереса. Био је директор одељења психијатрије у Верони. Члан је Њујоршке академије наука. Председава одсеком Одбора за психопатију експресије Светске психијатријске асоцијације.
Андреоли се снажно противи Ломбросовој концепцији злочина да је злочин нужно починио ментални пацијент и подржава компатибилност нормалности са најгрознијим убиствима. Између 1962. и 1984. године, он формулише и на неки начин предвиђа важност пластичности мозга као "локуса" менталне патологије и зато тврди да окружење доприноси истовремено структурирању биологије лудила као и генетско насљеђивање.
Бесплатно је стекао наставу фармакологије и токсикологије. 1972. године постао је шеф психијатрије и од тада ради у јавним структурама са неколико узастопних модификација са становишта система пружања помоћи ментално оболелим. Суоснивач је и први секретар Италијанског друштва за биолошку психијатрију. Неколико година је председавао сесијом психопатологије Светске асоцијације психијатара, чији је тренутно почасни председник. Оснивач и ко-директор италијанске психијатрије Куадерни већ двадесет година.
Италијански члан радне групе за безбедност Европске агенције за процену лекова од 1998. до 2001. године. Професор опште психологије и психологије раста на Универзитету у Молизеу у периоду од 1998. до 2001. године.